# Sinornithosaurus
Sinornithosaurus var ett släkte med relativt småvuxna dinosaurier påträffade i Liaoning, Kina. Sinornithosaurus har beskrivits som en dromaeosaurid, och nära besläktad med fåglar. Sinornithosaurus tros ha haft fjädrar, och betraktas som mer basal än andra dromaeosaurider, eftersom dess skalle och skulderblad är mer lika dem hos urfågeln Archaeopteryx och Avialae än vad senare dromaeosaurider är. Detta har av paleontologen Xu Xing tolkats som bevis för att de mer primitiva dromaeosauriderna var mer lika fåglarna än vad de senare släktena var, och att befjädrade dinosaurier kom innan de första fåglarna. Således, menar Xing, är detta ett starkt argument mot tidsparadoxen hos befjädrade dinosaurier. Sinornithosaurus är också ovanlig i avseendet att det är den första dinosaurien som man tror att kan ha haft ett giftigt bett, liknande det hos ormar.

## Beskrivning

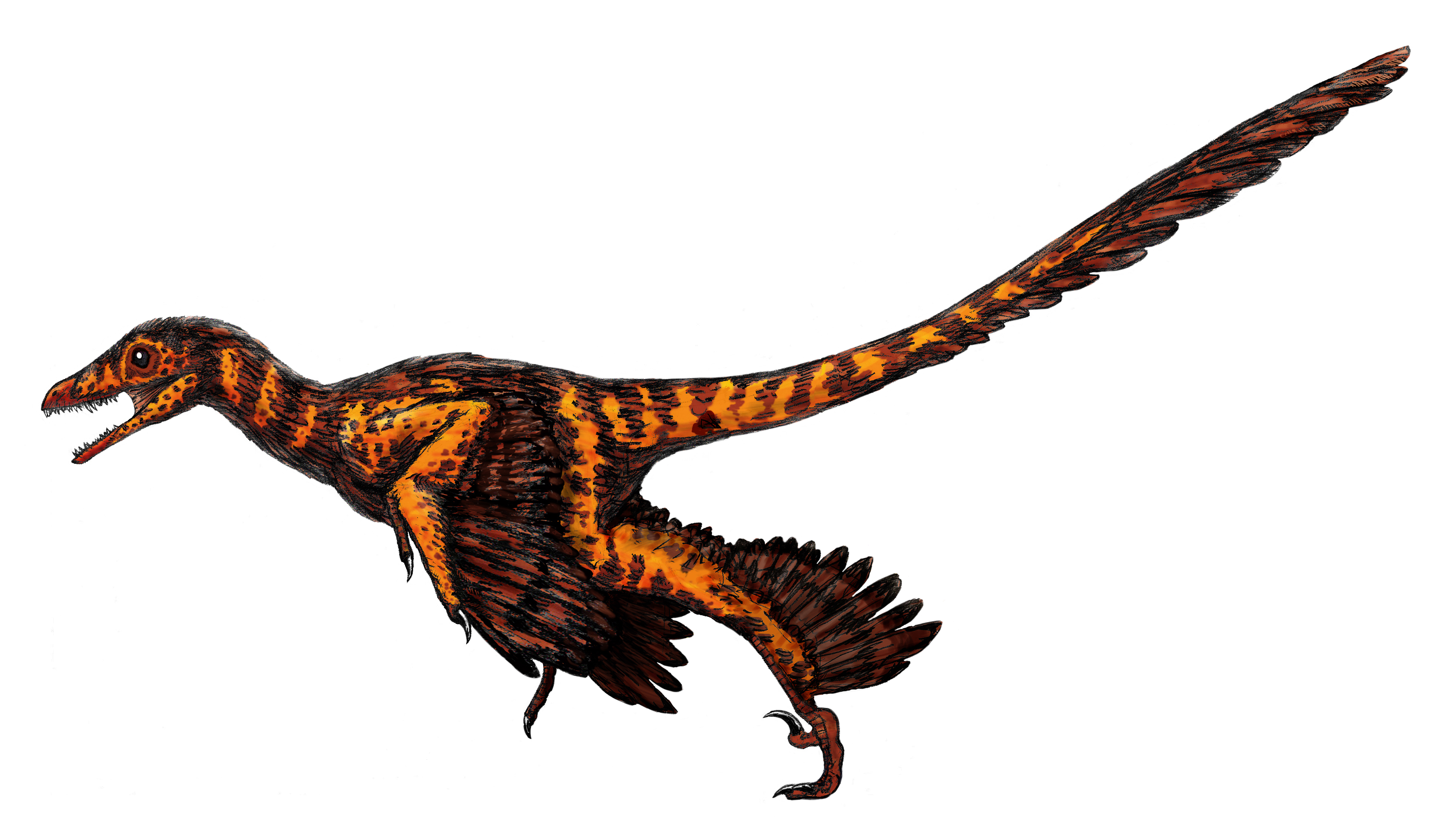
Illustration av hur Sinornithosaurus kan ha sett ut.

Sinornithosaurus mätte ungefär 2 meter i kroppslängd. Det var en typisk dromaeosaurid med elegant kropp, långa bakben och lång, smal svas. Karaktäristiskt för deinonychosaurier var tå II på Sinornithosaurus vardera fot extra smidig och uppfällbar, och hade en extra krökt klo som kan ha använts som vapen eller för att underlätta vid eventuell trädklättring. Sinornithosaurus framben var välutvecklade och händerna hade långa fingrar med krökta klor, och en axelled som gjorde det möjligt för den att flaxa. Sinornithosaurus ögon var stora och munnen var fylld med vassa små tänder, vilket tyder på att den liksom andra dromaeosaurider var ett rovdjur. Enligt forskare stödjer Sinornithosaurus "Upp från marken"-teorin; att fåglar utvecklades ur ett kräldjur som gick på två ben, och höll ut sina fjäderklädda framben för att hålla balansen när den sprang, och att flygförmåga utvecklades ur detta, snarare än "Ner från träden"-teorin, som lär ut att fåglar utvecklades ur små befjädrade kräldjur som levde i träden och hoppade ut i luften och glidflög med frambenen (se även Fåglarnas uppkomst och utveckling).
Den använde gift för att döda sitt byte. Sen var det bara att vänta tills bytet dog.

### Fjädrar
De påträffade fossilen efter Sinornithosaurus är täckta med mörkare partier på kroppen. Detta tros vara fossiliserade fjädrar, även om ett fåtal forskare har varit skeptiska till detta, och anser det som "önsketänkande" att förklara de mörka strukturerna som fjädrar. Sinornithosaurus kan ha varit täckt med duniga fjädrar, som kanske användes för att hålla kroppsvärmen (Prum, 2001).

## Gift
En undersökning av Sinornithosaurus fossil 2009, ledd av Enpu Gong, har antytt att Sinornithosaurus är den första dinosaurie man funnit hittills, som kan ha varit giftig. Den har två tänder i överkäken med skåra i, typiskt för giftiga rovdjur. Vid roten till dessa tänder finns små utrymmen, tänkbara giftblåsor. 